# Yerba Buena (Californie)

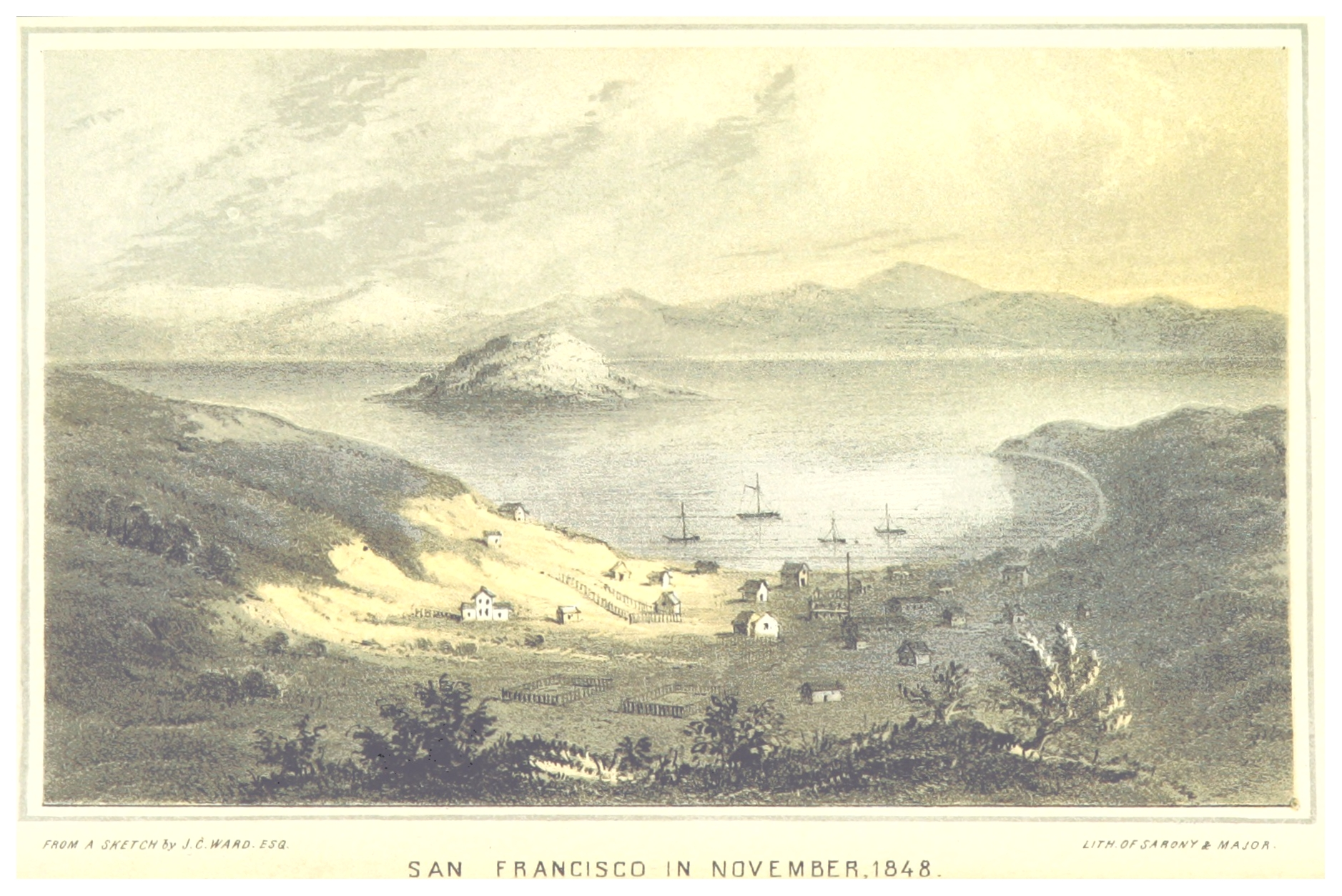
Yerba Buena et l'île de Yerba Buena dans les années 1840.

Yerba Buena était le nom originel que les Mexicains ont donné à leur colonie qui deviendra plus tard San Francisco. Situé au nord-est de la péninsule de San Francisco, entre la ville de Presidio de San Francisco et la mission Saint-François-d'Assise, la colonie était à la base conçue pour être un poste d'échange commercial pour les navires marchands visitant la baie de San Francisco. Elle était organisée dans le style espagnol autour d'une place aujourd'hui connue sous le nom de Portsmouth Square. 

## Nom
Le nom de la ville provient de la plante Yerba Buena (Micromeria douglasii) qui poussait à cet endroit. Le missionnaire franciscain Pedro Font, accompagnant l'expédition de Juan Bautista de Anza de 1775-76, a donné à l'endroit l’appellation espagnole de la plante qu'il y trouva. Le nom de la plante, Yerba Buena, commun aux langues anglaises et espagnoles, est une variante de l'espagnol hierba buena (signifiant « bonne herbe »).
Le premier rapport mentionnant l'usage du nom Yerba Burna provient du journal de George Vancouver qui, en 1792, navigua sur son navire, le HMS Discovery dans la baie de San Francisco et s'arrêta « environ une lieue au sud du Presidio, à un endroit qu'ils appelaient Yerba Buena ».

## Histoire

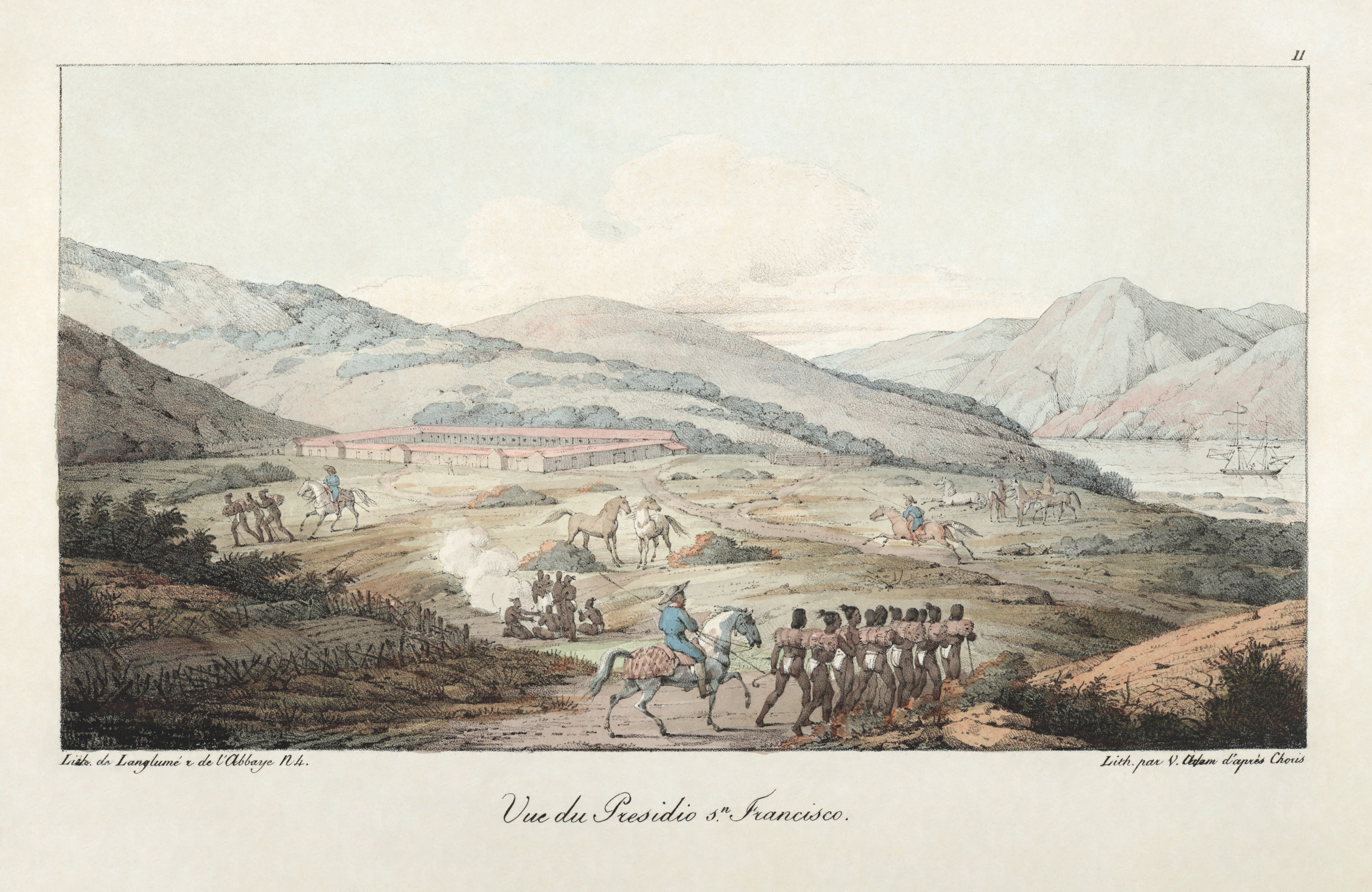
Presidio de San Francisco en Haute-Californie en 1817.

### XVIIIesiècle
L’expédition espagnole Portolà, menée par don Gaspar de Portolà arriva par voie terrestre depuis le Mexique le 2 novembre 1769. C'était la première visite européenne documentée de la baie de San Francisco qui fut donc revendiquée par l'Espagne dans le cadre de la Nouvelle-Espagne.
Un second groupe de soldats, dirigé par Juan Bautista de Anza et accompagné de colons arriva en juin 1776. Un des officiers de De Anza, José Joaquín Moraga, reçut pour ordre de bâtir une mission espagnole, la mission Saint-François-d'Assise, et un fort militaire, le Presidio de San Francisco. Moraga choisit un lieu se trouvant approximativement à mi-distance des deux sites pour y construire les maisons des travailleurs, créant ainsi Yerba Buena. Un navire de ravitaillement arriva deux mois après et les colons commencèrent les constructions.

### XIXesiècle
En 1804, la province des Californies a été partagée entre la province Haute-Californie (au nord) et la province Basse-Californie (au sud), les deux continuant à faire partie de la Nouvelle-Espagne.
Après être devenue indépendante de l'Espagne en 1821, la Haute-Californie devient une province mexicaine, mais le gouvernement prête peu d'attention à Yerba Buena en raison de la grande distance entre la colonie et le pouvoir. Avec le temps, l'espace entre la zone portuaire de Yerba Buena et l'aire résidentielle s'est rempli. Le vieux centre est aujourd'hui la place Portsmouth,.
En 1835, l'Anglais William A. Richardson a érigé une ferme près de l'ancrage des bateaux dans la crique de Yerba Buena. Avec l'alcade Francisco de Haro, il a défini un plan pour l’expansion de la colonie et gardé le nom Yerba Buena.
Au début de l'année 1841, James Douglas, de la Compagnie de la Baie d'Hudson (CBH), est venu à Yerba Buena depuis Fort Vancouver pour établir un comptoir d'échange de la CBH. Un grand immeuble au bord de la baie fut acheté. Le comptoir de la CBH avait plusieurs objectifs. C'était un magasin de vente au gros de biens provenant de Fort Vancouver, tel que le saumon, le bois de charpente et autres produits britanniques en échange de peaux et de suif. Le comptoir a amélioré les relations entre la Compagnie de la Baie d'Hudson britannique et le gouvernement mexicain de Californie, rendant les expéditions de chasse de la CBH pour récupérer des fourrures en Californie centrale acceptables. Malgré le potentiel marchant du magasin de la CBH à Yerba Buena, sa fermeture fut ordonnée en 1842 par George Simpson en accord avec son plan de réorganisation de la CBH dans le district du Columbia. Le magasin de la CBH à Yerba Buena fut vendu en 1846, deux ans avant que la ruée vers l'or en Californie transforme Yerba Buena en une ville majeure de la côte ouest nord-américaine.
Le 7 juillet 1846, le commandant de l'US Navy, John D. Sloat, revendiqua la Haute-Californie au cours de la bataille de Yerba Buena pendant la guerre américano-mexicaine. Le capitaine John Berrien Montgomery et le second lieutenant de l'US Marine Henry Bulls Watson arrivèrent à bord de l'USS Portsmouth deux jours plus tard et revendiquèrent aussi la Haute-Californie en élevant le drapeau américain sur la place principale, aujourd'hui nommée place Portsmouth en honneur au navire.
Henry Bulls Watson a été placé au commandement de la garnison. Le 31 juillet 1846, Yerba Buena a vu sa population doubler quand environ 240 mormons sont arrivés de la côte est à bord du navire Brooklyn, menés par Sam Brannan. En août 1846, le lieutenant Washington Allon Bartlett est nommé alcade de Yerba Buena. Le 30 janvier 1847, le lieutenant Bartlett changea le nom Yerba Buena en San Francisco.
La ville et le reste de la Haute-Californie sont officiellement devenus un territoire militaire américain en 1848 d'après les termes du traité de Guadalupe Hidalgo, marquant la fin de la guerre américano-mexicaine. La Californie a intégré les États-Unis le 9 septembre 1850.